# Régiment de Preissac cavalerie
Das Régiment de Preissac cavalerie war ein Regiment schwere Kavallerie im Königreich Frankreich. Aufgestellt 1654 während des Französisch-Spanischen Krieges, wurde es mit dem zunehmenden Nachlassen der französischen Beteiligung am Siebenjährigen Krieg wieder aufgelöst.

## Aufstellung und Namensänderungen
- Januar 1689: Aufstellung als Régiment de Furstemberg cavalerie
- 1704: Umbenennung in Régiment de Courcillon cavalerie
- 26. September 1719: Umbenennung in: Régiment de Béthune cavalerie
- 1735: Umbenennung in Régiment de Pons cavalerie
- 1745: Umbenennung in Régiment d’Harcourt cavalerie
- 1759: Umbenennung in Régiment de Preissac cavalerie
- 1. Dezember 1761: Das Regiment wurde im Zuge der Verminderung der französischen Beteiligung am Siebenjährigen Krieg entlassen, das verbliebene Personal in das Régiment Royal-Champagne cavalerie eingegliedert.

## Ausstattung

### Standarte
Das Regiment führte vier Standarten von braungelber Seide („Soye isabelle“). Auf der Vorderseite war die königliche Sonne abgebildet, eingefasst mit Verzierungen, beides in Goldstickerei. Darüber das Band mit der Devise von König Ludwig XIV.: NEC PLURIBUS IMPAR.
Das Aussehen der Rückseite ist unbekannt, jedoch dürfte es sich, wie allgemein üblich, um die gleiche Ansicht wie auf der Vorderseite gehandelt haben.

### Uniformen

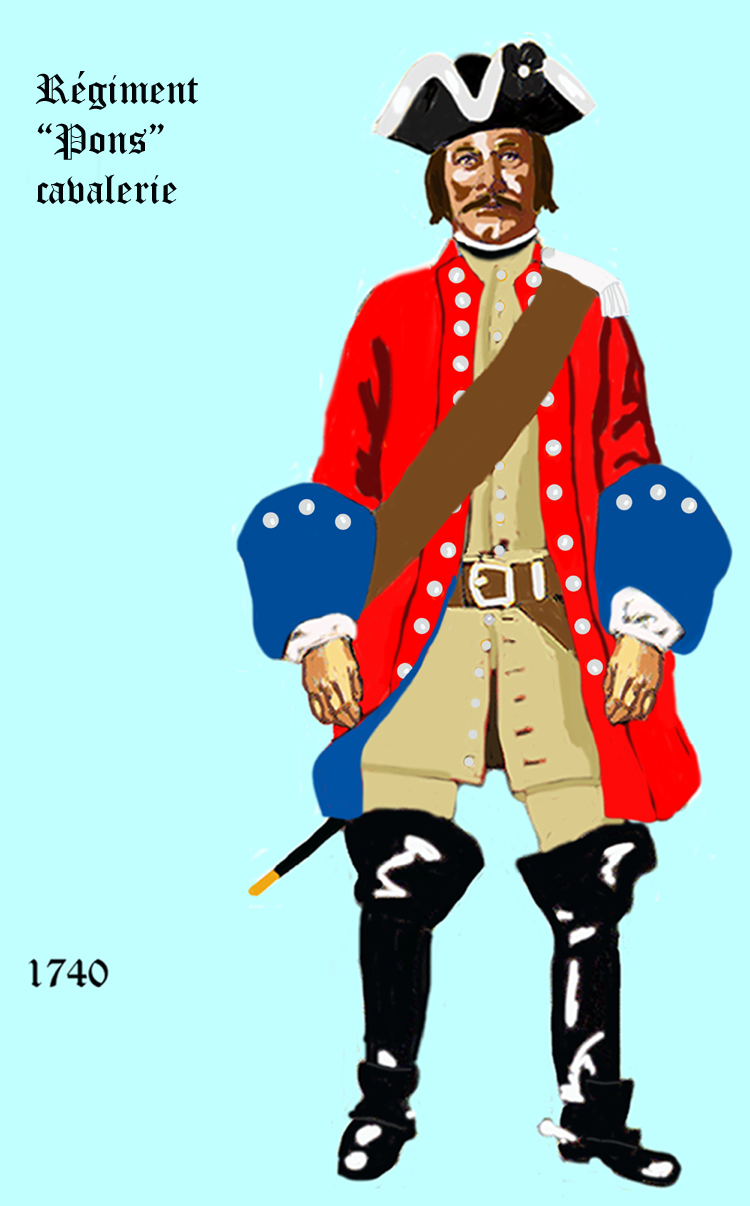
Von 1740 bis 1757
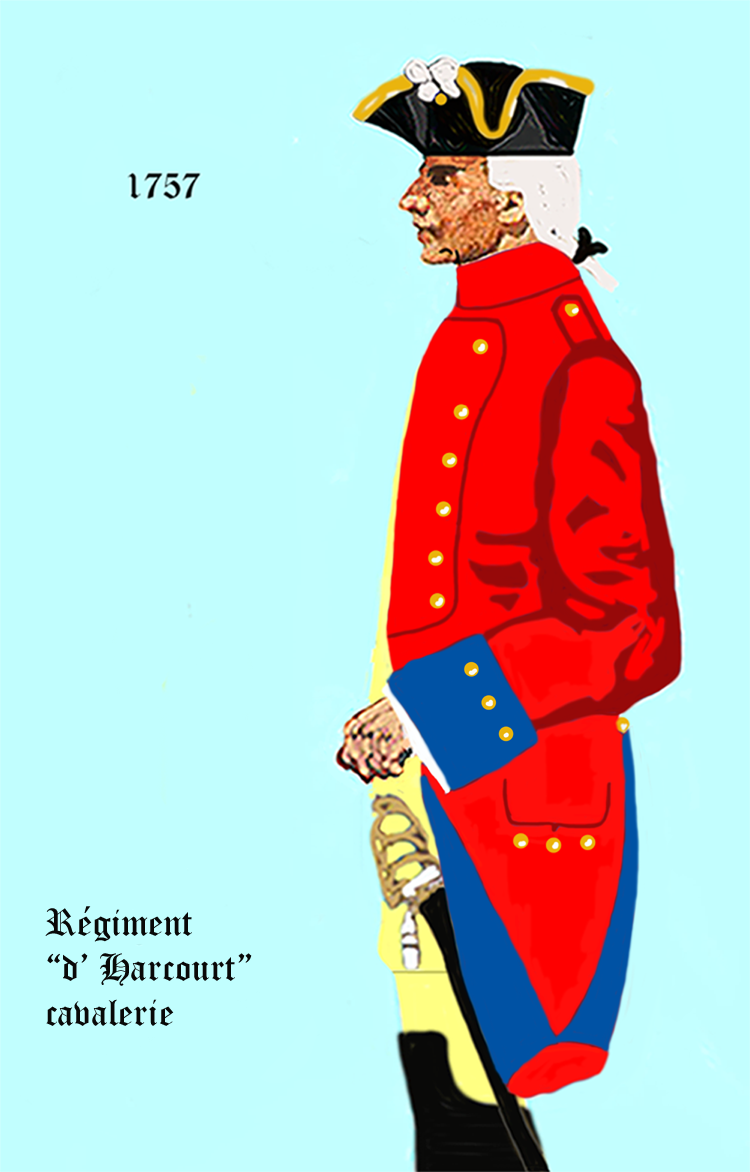
Von 1757 bis 1761

### Mestres de camp
Mestre de camp war von 1569 bis 1790 die Rangbezeichnung für den Regimentsinhaber und/oder den tatsächlichen Kommandanten eines Kavallerieregiments. Sollte es sich bei dem Mestre de camp um eine Person des Hochadels handeln, die an der Führung des Regiments kein Interesse hatte (wie z. B. der König oder die Königin), so wurde das Kommando dem „Mestre de camp-lieutenant“ (oder „Mestre de camp en second“) überlassen.
- 1689: Wilhelm Egon von Fürstenberg-Heiligenberg
- 1704: Philippe Egon de Courcillon, Brigadier des armées du roi
- 26. September 1719: Louis Marie Victoire de Béthune-Selle, comte de Béthune
- 20. Februar 1734: Comte, dann marquis de Béthune-Chabris, Sohn des Vorhergehenden
- 1735: Vicomte de Pons
- 23. März 1742: Charles Philippe de Pons Saint-Maurice, marquis de Pons
- 1745: Louis François, marquis d’Harcourt
- 19. März 1748: Anne François d’Harcourt, chevalier d’Harcourt, dann marquis de Beuvron
- 1759: Comte de Preissac de Cadillac

## Heimatgarnison
- Toul

### Kriege, an denen das Regiment teilgenommen hat
- Französisch-Spanischer Krieg (1635–1659)
- Devolutionskrieg
- Holländischer Krieg
- Reunionskrieg
- Pfälzischer Erbfolgekrieg
- Spanischer Erbfolgekrieg
- Polnischer Thronfolgekrieg
- Österreichischer Erbfolgekrieg

11. Mai 1745: Schlacht bei Fontenoy
- Siebenjähriger Krieg